# 呉圭崇
呉 圭崇（くれ よしたか、1983年4月9日 - ）は、日本の男性声優。長野県出身。
本名・旧芸名は呉本 圭崇（くれもと よしたか）。

## 来歴
東京アナウンス学院在学中にマウスプロモーション付属養成所に入所。東京アナウンス学院卒業後、マウスプロモーションに所属した。
2011年9月末でぷろだくしょんバオバブを退所し、フリーで活動していくことを発表。

## 人物
特技は剣道、タップダンス。趣味はバイク（特にサーキットレース）、ツーリング、ゲーム。

## 出演作品

### テレビアニメ
2005年
- ギャラリーフェイク（手下）
- ケロロ軍曹（サラリーマン2、村人）
- プレイボール（中山）

2006年
- プレイボール2nd（中山）
- ルパン三世 セブンデイズ・ラプソディ（警官C）

2008年
- モノクローム・ファクター（男）

### OVA
2011年
- 世紀末オカルト学院「さよならツッチー」（番組司会者）※BD / DVD 第5巻収録

### ゲーム
2005年
- アストロ球団 決戦!! ビクトリー球団編（バロン森）

2006年
- ブレイドダンサー 千年の約束（コスナー）
- 戦国BASARA2

2009年
- 機動戦士ガンダム戦記（ジオン軍部隊長）

2010年
- コール オブ デューティ ブラックオプス
- Fallout: New Vegas

2015年
- トロピコ5（ルドルフ“ルディ”トンプソン）

2016年
- クリスタルオブリユニオン（グレンデール）

2018年
- Light Fall（エターニウム軍事総司令官）
- ファイティングEXレイヤー（カイリ）

2021年
- BIOMUTANT（ナレーター）

### 吹き替え
- iCarly
- エクスペリメント（ニックス）
- コバート・アフェア シーズン2
- テロワール（イ・ジェジュ、ルイ、ダンビョル、etc)
- ハリーズ・ロー 裏通り法律事務所（ピーター）
- ユーリカ シーズン4（アンディ）
- ワールド・ウォーZ

### ナレーション
TBS
- あさチャン!

MBS
- 全力!銭ナール→カンニング竹山の銭ナール→カンニング竹山の銭ナール女学院

日本テレビ
- スッキリ

フジテレビ
- もしもの値段
- 世界ベスト・オブ・映像ショー
- いいものプレミアム
- 間違いだらけの健康ジョーシキ
- 1億3千万人が選ぶアニメ&特撮ヒーローヒロインベスト50
  - 昭和VS平成 アニメ&特撮&マンガヒーロー、ヒロイントップ20
- 捨てる恋あれば拾う恋あり
- あれこれチョイス、ウェディング
- パーフェクトチョイス
- 魔女裁判
- 1億3千万人が選ぶアニメ・特撮&ドラマ心に残る名シーンベスト20
- 日曜ファミリア・日本のお宝を取りもどせ!

BSフジ
- レシピ・アン〜音楽と料理で幸せのおもてなし〜
- クイズアスロン
- 糀美人

テレビ東京
- 神谷町バー
- 水曜エンタ 「目撃!奇跡の特殊能力」FBI・ダイアナ妃…奇跡の4人初密着

Jcomチャンネル
- 青春部活

ナショナルジオグラフィックチャンネル
- ナショナルジオグラフィックス

Web動画
- 政府インターネットテレビ